# Zelotes oryx
Zelotes oryx este o specie de păianjeni din genul Zelotes, familia Gnaphosidae. A fost descrisă pentru prima dată de Simon, 1879. Conform Catalogue of Life specia Zelotes oryx nu are subspecii cunoscute.